# Rapporto tra Il matrimonio di Figaro di Beaumarchais e Le nozze di Figaro di Mozart

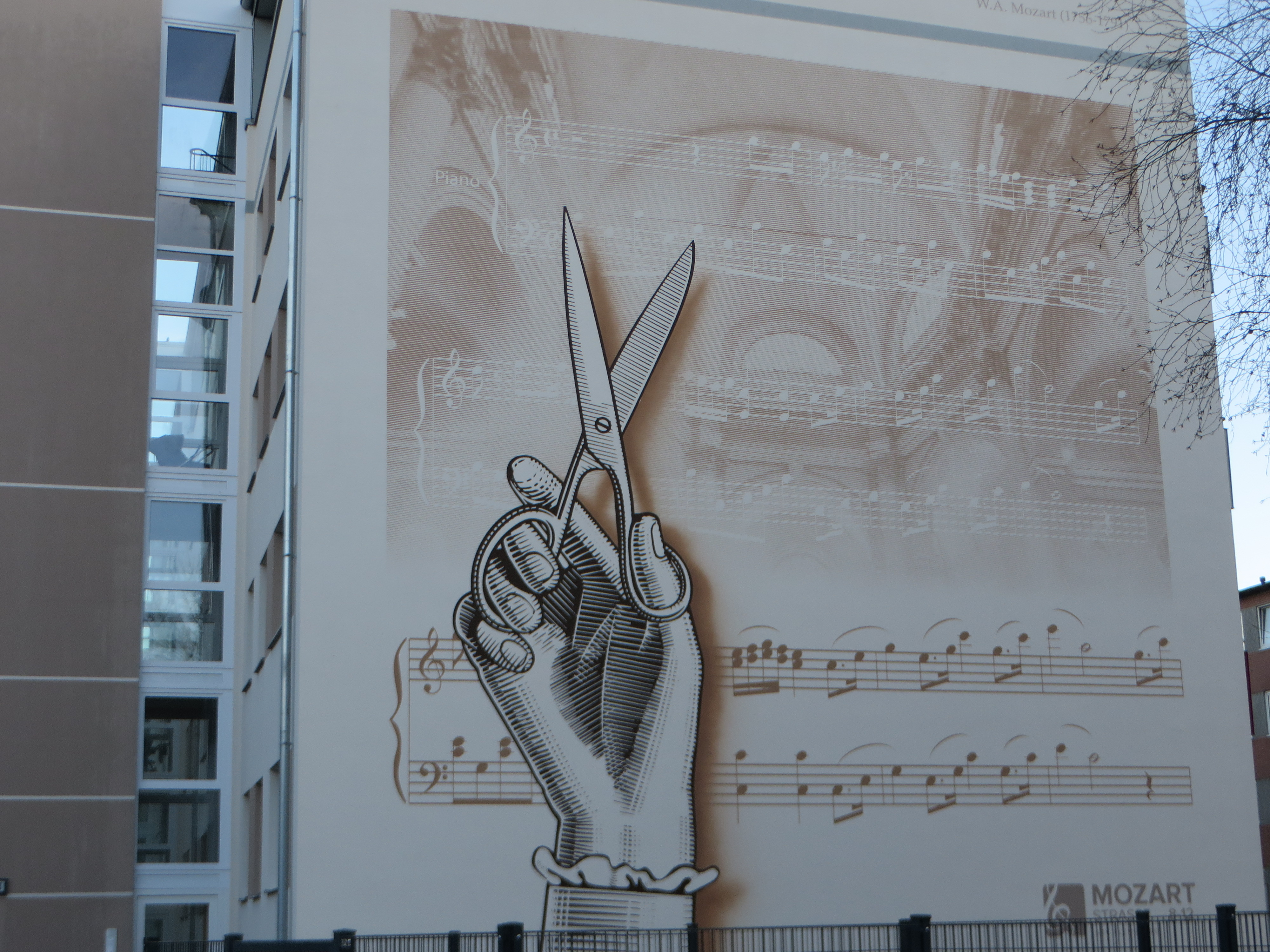
Le nozze di Figaro di Mozart, murale in Mozartstrasse, quartiere Engelsby, Flensburgo, novembre 2017

La commedia La Folle Journée, ou Le Mariage de Figaro (La folle giornata o Il matrimonio di Figaro) fu scritta da Beaumarchais fra il 1778 e il 1781, ma solo nel 1784 ottenne dal re Luigi XVI il permesso per la sua prima rappresentazione pubblica. A Vienna una traduzione in tedesco del testo di Beaumarchais fu autorizzata dalla censura e pubblicata alla fine di gennaio del 1785, e la compagnia teatrale diretta da Emanuel Schikaneder e Hubert Kumpf ne programmò la messa in scena per il 3 febbraio 1785; ma la rappresentazione fu proibita all'ultimo momento dall'imperatore Giuseppe II. La prima rappresentazione de Le nozze di Figaro, l'opera che Mozart e Da Ponte trassero dalla commedia di Beaumarchais, ebbe luogo a Vienna il 1º maggio 1786.
Il rapporto tra Il matrimonio di Figaro di Beaumarchais e Le nozze di Figaro di Mozart è stato interpretato variamente dagli studiosi. Diversi commentatori si soffermano sulla valenza politica del testo di Beaumarchais (l'antagonismo fra il conte di Almaviva e una coppia di suoi servitori - Figaro e Susanna - viene infatti spesso interpretato in termini di una rivendicazione a favore del Terzo Stato) e sul problema se Mozart e Da Ponte, nel loro adattamento, abbiano mantenuto oppure attenuato tale connotazione. Alcuni autori giungono tuttavia a negare qualsiasi intento di polemica politica o sociale nella commedia di Beaumarchais, nell'opera di Mozart o in entrambe. Altra questione dibattuta è la motivazione della censura del Matrimonio di Figaro da parte dell'imperatore d'Austria e la misura in cui tale proibizione abbia influito sulla composizione delle Nozze di Figaro.

## La testimonianza di Da Ponte
Non esistono testimonianze dettagliate di come si sia svolta la collaborazione tra il librettista Lorenzo Da Ponte e Mozart per la scrittura di testo e musica delle Nozze di Figaro. Nelle sue Memorie, pubblicate in più volumi fra il 1823 e il 1830, Da Ponte afferma che fu Mozart a proporgli di trarre un'opera dalla commedia di Beaumarchais, la cui messa in scena era stata vietata dall'imperatore pochi giorni prima; una volta composta l'opera, Da Ponte convinse l'imperatore a concedere il permesso per la rappresentazione:
Nella sua nota introduttiva al libretto, Da Ponte scrive: «Il tempo prescritto dall'uso alle drammatiche rappresentazioni, un certo dato numero
di personaggi comunemente praticato nelle medesime ed alcune altre prudenti viste e convenienze, dovute ai costumi, al loco e agli spettatori, furono le cagioni per cui non ho fatto una traduzione di questa eccellente commedia, ma una imitazione, piuttosto, e vogliamo dire un estratto». Per questo, continua Da Ponte, egli ridusse gli attori da sedici a undici, omise un intero atto e tolse «molte graziosissime scene e molti bei motti e saletti», al posto dei quali dovette «sostituire canzonette, arie, cori ed altri pensieri e parole di musica suscettibili».
Nelle Memorie Da Ponte afferma che Le nozze di Figaro ottennero un buon successo di pubblico, nonostante varie «cabale» ordite contro di lui e contro l'opera dal poeta e librettista Giovanni Battista Casti (che Da Ponte raffigura come un suo accanito rivale) e dal sostenitore di Casti alla corte di Vienna, il sovrintendente teatrale conte Rosenberg.

## Letteratura critica

### Hermann Abert
Il musicologo tedesco Hermann Abert, nella sua monumentale biografia di Mozart, riassume la testimonianza di Da Ponte commentando: «Nel complesso il racconto risponde a verità, i particolari però risentono del suo gusto per il sensazionale». Abert ritiene attendibile Da Ponte anche riguardo alla sua asserzione che l'idea di musicare le Nozze si deve a Mozart, «il che sarà senz'altro vero, perché Da Ponte non era davvero uomo da sminuire i propri meriti».
Secondo Abert, Beaumarchais fece del suo Figaro «un rappresentante di quel terzo stato cui già allora in Francia appartenevano molti degli ingegni migliori», il «principale e infine vittorioso antagonista» del suo padrone (il conte d'Almaviva) e soprattutto a ciò la commedia dovette il proprio successo. Questo aspetto «trovò allora un terreno particolarmente favorevole e in Beaumarchais un poeta che aveva sperimentato di persona i vantaggi e i danni di quel decrepito ordinamento sociale. Egli non si contenta infatti della retorica contrapposizione di città e campagna, ma rappresenta i contrasti quali veramente erano, con tagliente forza satirica. Così la sua commedia è divenuta per noi moderni effettivamente un preannuncio letterario della rivoluzione», anche indipendentemente dalle intenzioni del suo autore. «Il terzo stato salutava in Figaro il suo eroe».
Dopo aver ipotizzato una partecipazione attiva di Mozart alla scrittura del libretto, Abert osserva che da «lungo tempo si è voluto vedere nel fatto che Da Ponte ha rinunciato del tutto alla satira politica la principale delle differenze tra il libretto e la commedia»; per Abert la vera ragione di ciò va ricercata «nell'assoluto disinteresse di Mozart per la politica». Secondo Abert, Mozart «prescinde dalla politica e dalla morale, non s'interessa alla storia della cultura o del costume, rinuncia al puro divertimento dell'intelletto e dello spirito; è tutto preso, invece[,] dalla gioia spontanea di ritrarre dei personaggi precisi intesi, al di là di ogni pathos moralistico ma anche di ogni casualità e contingenza, figure in cui si rispecchia un frammento dell'eterna ricchezza della vita umana vista alla luce d'un superiore umorismo ironico».

### Edward J. Dent
Secondo il musicologo inglese Edward J. Dent, l'idea di Mozart di trarre un libretto d'opera dal Matrimonio di Figaro fu «in parte dovuta al successo ottenuto da Paisiello con il suo Barbiere di Siviglia, e probabilmente ancor più allo scandalo pubblico suscitato dalla seconda commedia di Beaumarchais, sia a Parigi sia a Vienna. Essa era stata rappresentata a Parigi nel 1784, tre anni dopo la miglior campagna pubblicitaria possibile: il divieto delle autorità. Il testo venne proibito anche a Vienna, come politicamente sovversivo, ma Mozart aveva senza dubbio previsto che sarebbe stato possibile metterlo in scena sotto forma di Opera italiana che, sino a quando il lavoro teatrale fosse rimasto al bando, avrebbe con certezza suscitato la massima curiosità».
Continua Dent osservando che «Da Ponte e Mozart sono stati da un lato accusati di aver impoverito di tutto il suo sapore una delle migliori commedie francesi, e di aver ridotto una profezia rivoluzionaria a un intrigo meschino; dall'altro, li si è fatti oggetto di lode per aver eliminato dal testo originale ogni allusione politica, satirica o licenziosa per volgere tutto in decenza, grazie e bellezza». Secondo Dent, tuttavia, chi «si vuol dar pena di confrontare, pagina per pagina, il libretto di Da Ponte con il testo originale, è sorpreso di osservare la stretta corrispondenza tra i due». Per Dent vi era bensì il pericolo che nel passaggio dalla commedia all'opera «il sapore dei nuovi dialoghi e [...] le nuove prospettive sociali, andassero del tutto perduti. Ma ciò che Da Ponte fu sovente costretto a sacrificare, Mozart, in una certa misura, restituì attraverso un altro mezzo. In ogni modo, una dozzina di traduzioni tedesche della commedia erano già state pubblicate nel 1785, cosicché il pubblico, ascoltando Mozart, poteva senza difficoltà supplire con la propria memoria ai passi che Da Ponte aveva ritenuto prudente omettere».

### Wolfgang Hildesheimer
Il biografo di Mozart Wolfgang Hildesheimer rileva che a scegliere il soggetto delle Nozze fu Mozart e non Da Ponte e commenta: «Già questo rivela un potenziale spirito di ribellione dato che la commedia di Beaumarchais era proibita a Vienna, e lo fu ancora per molto tempo. Mozart l'avrà presumibilmente letta in traduzione ed era ben consapevole del tema spinoso, il che non significa fosse sua intenzione scrivere un'opera rivoluzionaria».

### Massimo Mila
Il musicologo italiano Massimo Mila interpreta come segue la testimonianza di Da Ponte: «Dovendo ovviamente restringere il tessuto verbale della commedia [...] egli assicurò il sovrano che quest'opera di sfrondamento avrebbe fatto cadere le punte più audaci della polemica politica di Beaumarchais. E così fu. Oltre a serrare insieme il terzo e il quarto atto della commedia francese [...], Da Ponte lasciò cadere il celebre monologo dell'ultimo Atto in cui Figaro [...] rievoca le tappe della sua vita di popolano, costretto a farsi largo tra le ingiustizie sociali, i soprusi e i privilegi altrui. In luogo di questa tirata fortemente rivendicativa, Da Ponte assegnò a Figaro alcune strofe di convenzionale satira contro le donne». Sempre secondo Mila, la «castrazione politica» o «attenuazione del contenuto politico della commedia» operata da Da Ponte avrebbe corrisposto «al poco gusto di Mozart per problemi di quella sorte». Altre «trasformazioni avvenute nel passaggio dalla commedia all'opera sono l'accentuazione dei tratti comici, da opera buffa, nel gruppo dei personaggi minori (Don Bartolo, Marcellina, Don Basilio, Antonio il giardiniere) e il maggior rilievo attribuito alla Contessa».

### Jean-Victor Hocquard
La monografia dedicata alle Nozze dal musicologo francese Jean-Victor Hocquard contiene un'analisi approfondita delle differenze fra l'opera e la commedia da cui è tratta. Anche per Hocquard, a parte i problemi tecnici da risolvere per adattare al teatro musicale un soggetto costruito per il teatro di prosa, per Mozart e Da Ponte «si trattava di far passare, nella capitale dell'impero, un'opera famosa in tutta Europa per il suo carattere sovversivo [...]. Perché l'adattamento a libretto d'opera superasse la censura, da Ponte [sic] doveva quindi edulcorare la sfrontatezza libertina degli intrighi e soprattutto estirpare il veleno della rivendicazione rivoluzionaria, doveva cioè eliminare quanto dava pepe all'opera di Beaumarchais». Per Hocquard Da Ponte non «fece alcuna fatica a sfrondare le arguzie e le espressioni di carattere politico. Il passaggio più scabroso, il lungo monologo di Figaro [...] della scena 3 del quinto atto fu eliminato e sostituito da una breve diatriba, di poca efficacia e del resto banalissima, contro la perfidia del genere femminile. I dialoghi agrodolci tra Figaro e il Conte [...] pieni di saporose impertinenze e di battibetti sarcastici, sono soppressi». Da Ponte ha anche «eliminato la parte centrale del terzo atto» (il processo contro Figaro); nell'opera «sparisce anche l'inquietante atmosfera di libertinaggio e di sensualità».
Hocquard nota che nel Matrimonio di Figaro l'intrigo si riassume nella questione: «Riuscirà Figaro a sposare Susanna con la quale è fidanzato fin dall'inizio?», mentre la conclusione dell'intrigo «è predisposta direttamente nel senso che costituisce il fondamento della commedia: cioè l'umiliazione inferta all'aristocratico, che viene beffato in pubblico dai propri domestici. [...] È quindi evidente che la portata sovversiva della commedia andava ben oltre le semplici frecciate scoccate dal servo impertinente: il soggetto e la struttura del canovaccio assumevano un significato di satira politica».
Afferma ancora Hocquard che nelle Nozze di Mozart «la suspense è del tutto differente e, per quanto riguarda l'intreccio propriamente detto, l'azione si sdoppia. Nei primi due atti il centro d'interesse è chiaramente lo stesso di Beaumarchais: riuscirà Figaro a superare gli ostacoli frapposti dal Conte? Ma fin dall'inizio i personaggi non hanno più gli stessi caratteri della commedia, e la condotta dell'azione ne risente. L'amoretto del Conte non è più un'avventura come tante; diviene una vera passione. La Contessa poi, non che frivola e disincantata nei riguardi del marito libertino, ne è profondamente innamorata e soffre crudelmente del suo abbandono. [...] Quindi la suspense si sposta, concentrandosi sempre di più sull'esito del dramma della coppia signorile. - Nella seconda parte dell'opera [...] è questo dramma che passa progressivamente in primo piano». Secondo Hocquard «Mozart, assieme al librettista, ha eliminato tutto ciò che, in modo diretto o indiretto, potesse indicare che il Conte ha perso la faccia. La musica della scena finale, poi, esprime, nel Conte, una supplica sincera e, nella Contessa, la gioia profonda (senza la minima traccia di canzonatura o di trionfo) di vedere ristabilito l'amore di Almaviva per la sua Rosina».

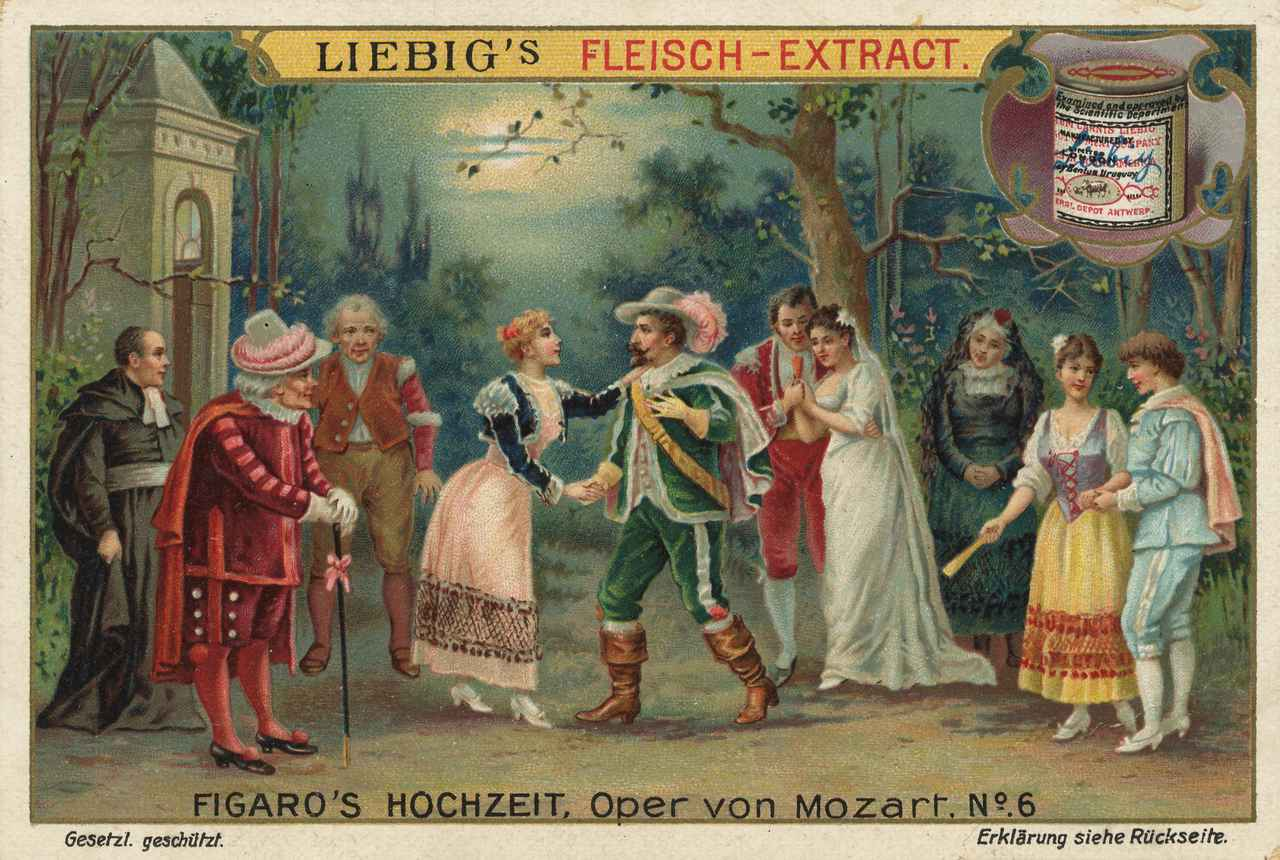
Mozart, Le nozze di Figaro, atto IV, scena ultima: «Contessa, perdono!» (figurina Liebig, 1905).

Secondo Hocquard questo spostamento del centro d'interesse non intacca l'unità d'azione dell'opera, in quanto, mentre in Beaumarchais «tutto, compreso il matrimonio di Figaro, è congegnato in vista della sferzante disfatta inflitta all'odioso aristocratico», Mozart introduce nella vicenda un nuovo soggetto, accentrando «l'unità di tutta l'opera su un tema essenziale: l'amore». Per Hocquard, liberando «il Matrimonio di Figaro da ogni intento politico, da Ponte aveva agito per prudenza. Se Mozart vi consentì, fu per indifferenza: lui che aveva tanto sofferto dell'arbitrio esercitato nei suoi riguardi dal suo padrone-arcivescovo di Salisburgo, non cercò mai nella rivolta una soluzione positiva ai suoi mali. [...] Eppure le idee che lo colpivano più profondamente, e che furono rafforzate in lui dall'adesione alla massoneria [...], erano quelle di fraternità umana, di benevolenza, di generosità, di mutua comprensione. Così [...] nel soggetto del Matrimonio di Figaro non sono l'umiliazione del Conte e la vittoria dei subalterni in rivolta a interessarlo, ma l'incontro, spesso doloroso, di uomini e donne che si amano malgrado i malintesi e che, dopo essersi ingannati, finiscono per riconciliarsi». 
Mentre le differenze di classe sociale fra i personaggi si colgono chiaramente nelle Nozze di Figaro di Mozart, «nell'opera si coglie proprio un'idea egualitaria: non è il principio che si debba distruggere la gerarchia sociale, ma è l'idea che le caste e le classi non hanno profonda consistenza; quel che importa è il cuore che batte, in ciascuno come in tutti». Continua Hocquard: «La rivendicazione costituiva la base ideologica della commedia Beaumarchais, mentre nell'opera mozartiana prende il primo posto l'amore con tutta la sua generosità. [...] Così nella Contessa la vittoria dell'amore fedele non è il frutto di una riconquista gelosa, né il trionfo della morale coniugale, ma il fascino dell'aristocrazia del cuore, la sola che esista. A questo riguardo Susanna non è inferiore in nulla alla padrona». Conclude Hocquard: «In fin dei conti non vi è nulla di rivoluzionario in quest'opera, eppure la sua profonda portata, dal punto di vista sociale, è ben più esplosiva di quella della commedia rivendicatrice di Beaumarchais: senza spirito di rivolta, Mozart dissolve ogni pregiudizio di casta»

### Stefan Kunze
Secondo il musicologo tedesco Stefan Kunze, non sorprende più di tanto «che al compositore venisse in mente di utilizzare la commedia di Beaumarchais», la quale «era sulla bocca di tutti a causa del suo esplosivo contenuto rivoluzionario». Tuttavia «con tutta probabilità ciò che spinse Mozart a interessarsi alla commedia di Beaumarchais non fu la sua attualità sociale, ossia il messaggio politico che emerge con chiarezza soltanto nel terzo, quarto e quinto atto e del quale nel libretto di Da Ponte quasi non rimane traccia, bensì il virtuosismo e la vivacità con cui il commediografo francese aveva saputo sviluppare in disinvoltura un intreccio tanto complicato». Kunze ritiene anche probabile che l'interesse di Mozart per Beaumarchais risalisse al Barbiere di Siviglia di Paisiello.
Per Kunze, «Le nozze di Figaro è tutto fuorché una pièce censurata preventivamente dai suoi autori. Le modifiche presentate [da Da Ponte] all'imperatore come concessioni alla censura erano in realtà una necessità artistica - qui sta l'abilità diplomatica di Da Ponte - imposta dall'adattamento della commedia a libretto d'opera. Dunque quando si allestisce Le nozze di Figaro è del tutto sbagliato utilizzare la regia o altri mezzi per reintrodurvi un contenuto politico esteriore [...] sostenendo che esso era nelle intenzioni degli autori e che non emerse soltanto per un atto di deplorevole autocensura». Da un confronto sommario emerge che «il libretto non è né una parafrasi della commedia né la sua versione abbreviata [...] bensì un suo rifacimento condensato». Nel basarsi sul modello di Beaumarchais, «Da Ponte inscenò un gioco davvero sbalorditivo di scambi di persona, travestimenti, inganni, coincidenze sconcertanti, complicazioni spinte fino al limite del caos. Un gioco portato avanti fino al punto in cui la realtà della parvenza estetica avrebbe dovuto cedere il passo a una ironica inverosimiglianza; ma il librettista non oltrepassò questa soglia. Egli e Beaumarchais riuscirono nell'impresa di esasperare gli elementi della commedia senza cadere né nella confusione totale né nel gioco meccanico dove l'allegria spontanea si trasforma in distacco ironico e sarcasmo».

### William Weber
Lo studioso William Weber nega che alla commedia di Beaumarchais possa essere attribuito il ruolo di precorritrice della Rivoluzione francese e contesta la visione (presente in alcuni autori) di Beaumarchais e di Mozart come «protorivoluzionari». Weber vede un punto di contatto fra Beaumarchais e Mozart nella loro ambizione professionale (anziché in una inesistente ambizione politica), nel fatto cioè che entrambi volessero «espandere la scala intellettuale e artistica dei generi all'interno dei quali lavoravano», tentando di «ampliare o approfondire le possibilità
che si aprivano loro all'interno del mondo teatrale: il drammaturgo per parlare in maniera più sincera dei problemi morali del suo tempo», e il compositore per fare di un'opera, anziché una sequenza slegata di brani musicali, una composizione organica, unitaria e su grande scala. 
Weber afferma, ancora, che dalla prefazione di Beaumarchais al testo della commedia si evince come il principale obiettivo polemico del Matrimonio di Figaro non sia di natura politica ma abbia bensì a che vedere con la morale sessuale; per Weber proprio a questo riguardo la commedia e l'opera differiscono nel modo più significativo. Secondo Weber, infatti, nel testo di Beaumarchais il conte d'Almaviva è un palese libertino, il che lo rende uno dei personaggi meno simpatici nel repertorio della sua epoca; invece nell'opera di Mozart «il conte sembra essere soggetto alla tentazione piuttosto che tendente all'aggressione sessuale; il suo personaggio ci risulta simpatico in modo brillantemente ambiguo».

### Maynard Solomon
Il biografo di Mozart Maynard Solomon cita la lettera del 31 gennaio 1785 con cui Giuseppe II raccomandava al suo ministro della polizia, il conte Pergen, di vietare la rappresentazione della commedia di Beaumarchais; Solomon osserva che invece fu consentita la sola pubblicazione della traduzione tedesca, e commenta: «Alla luce di questa vicenda, sembra abbastanza evidente che Mozart corresse dei rischi mettendo in musica la commedia [...]. Probabilmente era questo il motivo per cui Da Ponte, nella sua prefazione al libretto, parlò di alcuni cambiamenti da lui apportati, motivandoli con "prudenti viste e convenienze, dovute ai costumi, al loco e agli spettatori"».

### Laurenz Lütteken
Lo studioso Laurenz Lütteken ha preso in considerazione il contesto storico in cui nacquero Le nozze di Figaro di Mozart, osservando che sotto l'impero di Giuseppe II la censura delle opere letterarie e teatrali era fra le meno opprimenti in Europa, essendo stata la supervisione statale da parte dell'ufficio di censura, a partire dal 1781, «ridotta al minimo», cosicché le élite intellettuali di Vienna potevano godere di una «libertà quasi illimitata». Considerato tale contesto - scrive Lütteken - la proibizione della rappresentazione della commedia di Beaumarchais da parte dell'imperatore appare pressoché inspiegabile, anche in considerazione del fatto che nel territorio asburgico erano state già pubblicate (e pertanto autorizzate dalla censura) non meno di due traduzioni in tedesco del testo di Beaumarchais. Dopo aver osservato che la proibizione fu disposta dall'imperatore in persona e non dal suo ufficio di censura, Lütteken ipotizza che la motivazione possa aver avuto a che fare con ragioni di estetica teatrale, nel senso che Giuseppe II potrebbe aver ritenuto che la commedia di Beaumarchais fosse troppo cruda per corrispondere alla funzione educativa che l'imperatore stesso prescriveva alle opere teatrali. In ogni caso Lütteken esclude motivazioni politiche per tale proibizione.
Lütteken ritiene probabile che, fra le traduzioni tedesche disponibili del Matrimonio di Figaro, Mozart abbia scelto di lavorare sulla traduzione anonima (ma autorizzata da Beaumarchais) pubblicata a Kehl, che aveva la particolarità di tradurre anche l'estesa prefazione dello stesso Beaumarchais. In tale prefazione Beaumarchais sviluppa una teoria della commedia in cui viene enfatizzata l'importanza morale del teatro, perseguita attraverso la rappresentazione dei costumi della società umana così come essi realmente sono. «Beaumarchais insiste sulla funzione sociale del teatro, ma non nel senso politico che è stato rivendicato nella successiva ricezione del Figaro». Per Lütteken l'intento programmatico di Beaumarchais è pienamente condiviso da Mozart, che lo persegue attraverso «l’eliminazione quasi completa degli elementi politici superficiali, a favore del dramma psicologico dei personaggi». Scrive ancora Lütteken: «La soppressione di elementi politici superficiali non rappresenta quindi un adattamento alla realtà viennese, ma piuttosto la realizzazione sistematica di tale piano. La rappresentazione delle condizioni umane sul palcoscenico certamente necessitava di musica perché [...] solo la musica è in grado di rappresentare in modo credibile per l'ascoltatore l'impreciso, l'indistinto e la volatilità di tali condizioni».

### Lidia Bramani
Secondo la musicologa italiana Lidia Bramani Il matrimonio di Figaro è «una storia non particolarmente nuova in sé (non si trattava certo del primo esempio di nobile messo alle strette da uno o più popolani), ma articolata in modo da rendere estremamente trasgressivo il complotto tra una coppia di servi (Susanna e Figaro) e la Contessa (Rosina), ai danni del nobile padrone di casa, punito per la sua mancanza di lealtà nei confronti della moglie e dei due domestici»; storia il cui intreccio «è intessuto di scottanti questioni sui rapporti tra i sessi, tra le classi sociali, tra le generazioni e le persone». Per Bramani, benché nel passaggio dalla commedia all'opera di Mozart «le nuove finalità espressive debbano dare un'altra forma al canovaccio, riducendo tra l'altro gli atti da cinque a quattro, la musica non smussa minimamente, al contrario potenzia, le tesi sociali e le atmosfere erotiche trasgressive di Beaumarchais». 
Seguendo in ciò il sopra citato studio di Laurenz Lütteken, anche Bramani ritiene che l'imperatore Giuseppe II abbia bloccato la rappresentazione del Matrimonio di Figaro «non per questioni politiche, ma per quegli aspetti da lui ritenuti "offensivi" verso gli imprescindibili scopi educativi del teatro. La rappresentazione degli eccessi libertini del Conte non doveva essere un modello edificante per i nobili viennesi». Così si spiegano, per Bramani, due modifiche apportate da Da Ponte: «l'attrazione della Contessa per il Paggio [Cherubino] è musicalmente intensa ma meno narrativamente insistita, e Bartolo sposa Marcellina con più immediatezza e meno resistenze». Per contro, nell'opera non sono state «intenzionalmente cancellate alcune pungenti arringhe: era semplicemente impossibile mantenerle senza svuotarle di espressività mirata. Compositore e librettista le condensano, consegnando alla musica il compito di approfondirne la portata». Per Bramani, «grazie al potere della musica, Figaro è più caustico nell'aria Se vuol ballare signor contino che nell'intera commedia di Beaumarchais».
Secondo Bramani, un elemento già presente in Beaumarchais e valorizzato da Mozart e Da Ponte è la rivendicazione femminista portata avanti dal personaggio di Marcellina, alla quale nell'opera è assegnata l'aria Il capro e la capretta, nella scena quarta del quarto atto, su versi che Da Ponte ha modellato traendo spunto dal quinto canto dell'Orlando furioso di Ludovico Ariosto. Per Bramani tale aria «fa suo il piglio con cui Ariosto si scaglia contro le aggressioni alle donne prendendo come modello positivo lo stato di natura, con il rispetto dell'animale maschio per la sua compagna. Da Ponte rielabora i versi e Mozart li musica con uno stile aulico ed elevato».